# Uvaria javana
Uvaria javana är en kirimojaväxtart som beskrevs av Michel Félix Dunal. Uvaria javana ingår i släktet Uvaria och familjen kirimojaväxter. Inga underarter finns listade i Catalogue of Life.